# Apomecynoides senegalensis
Apomecynoides senegalensis là một loài bọ cánh cứng trong họ Cerambycidae.